# Love Under Fire
Love Under Fire è un film del 1937 diretto da George Marshall.
È un film poliziesco a sfondo drammatico statunitense con Loretta Young e Don Ameche. Ambientato sullo sfondo della guerra civile spagnola, il film è basato sull'opera teatrale del 1936 The Fugitives di Walter Hackett e vede un detective di Scotland Yard (Ameche) tentatare di catturare una ladra interpretata dalla Young a Madrid. Inevitabile il coinvolgimento sentimentale dei due.

## Produzione
Il film, diretto da George Marshall su una sceneggiatura di Gene Fowler, Ernest Pascal e Allen Rivkin con il soggetto di Walter C. Hackett, fu prodotto da Nunnally Johnson per la Twentieth Century Fox Film Corporation e girato nei 20th Century Fox Studios a Century City, Los Angeles, in California dal marzo all'aprile 1937. I titoli di lavorazione furono Fandango e Spanish Fandango. Inizialmente previsto nel ruolo di Delmar, Peter Lorre fu poi sostituito da John Carradine per motivi di salute.

## Colonna sonora
- The Language of Love - musica di Samuel Pokrass, parole di Jack Lawrence

## Distribuzione
Il film fu distribuito negli Stati Uniti dal 20 agosto 1937 al cinema dalla Twentieth Century Fox Film Corporation.
Altre distribuzioni:
- nei Paesi Bassi il 9 dicembre 1937 (Een avontuur in Barcelona)
- in Francia il 5 gennaio 1938 (Aventure en Espagne)
- in Portogallo il 25 maggio 1938 (Sob a Metralha)
- in Danimarca il 18 luglio 1938 (Flugten fra Spanien)
- in Grecia (Agapi mes' tis floges)
- in Brasile (Romance Entre Balas)

## Critica
Secondo Leonard Maltin il film è un film di "avventure e storie d'amore"... "sconnesso ma godibile".